# Tuszatelke
Tuszatelke település Romániában, Szilágy megyében.

## Fekvése
Szilágy megye déli részén, a Réz-hegység és a Meszes-hegység, között, a Király-hágó közelében Szilágysomlyótól délre, Felsőszék, Krasznatótfalu és Körösfeketetó között fekvő település.

## Története
Tuszatelke nevét az oklevelek 1341-ben említették először Thuzateluke néven, majd 1481-ben Thuza, Tuza, 1547-ben Tusa, 1573-ban Tusza néven írták nevét.
A Kraszna vármegyei Meszes-aljai kis oláh falu Valkó várának tartozéka volt, első ismert 
birtokosa Dancs mester volt, majd Bánffy Zsófia volt itt részbirtokos. 

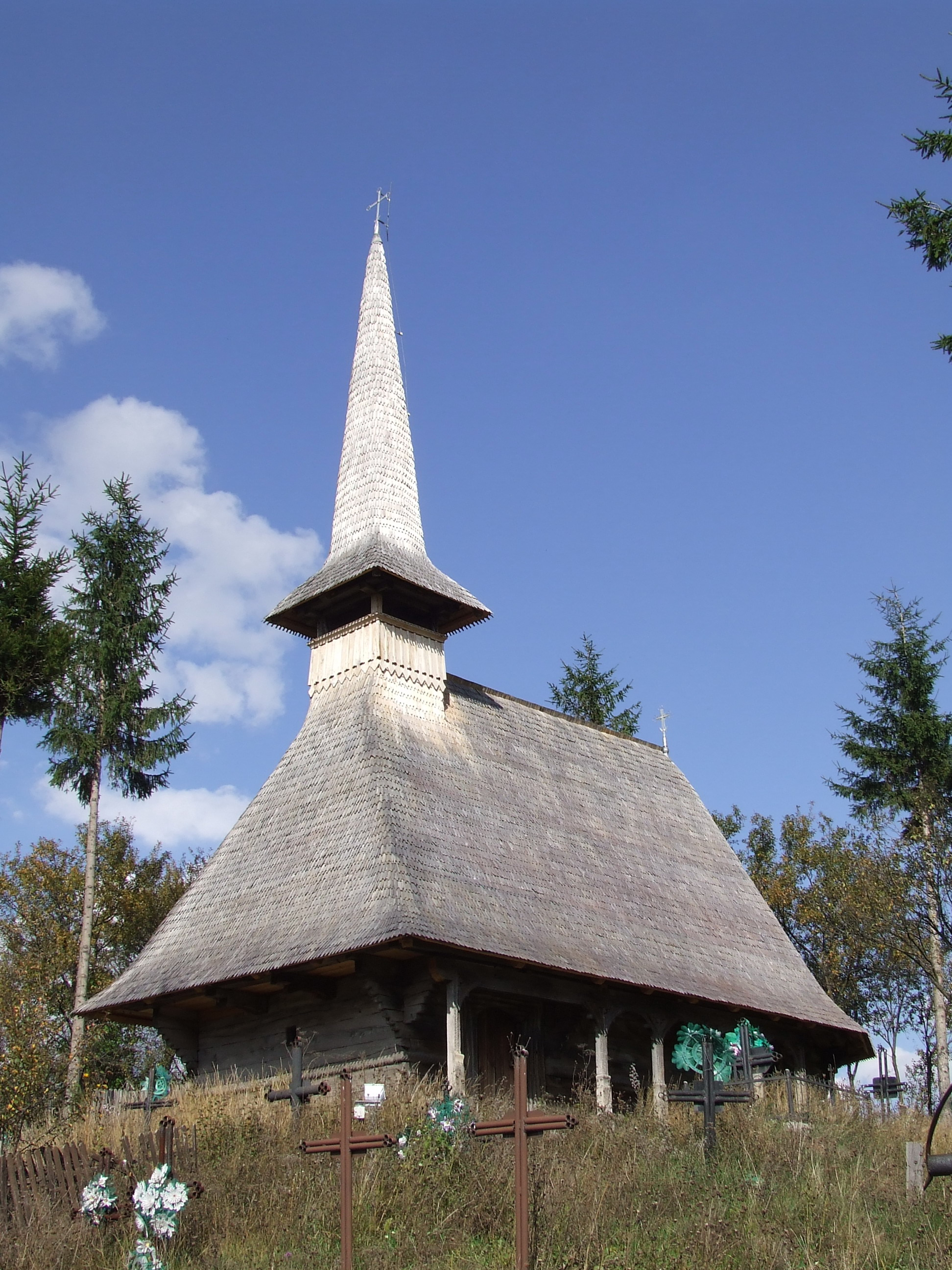
Tuszatelke görögkatolikus fatemploma

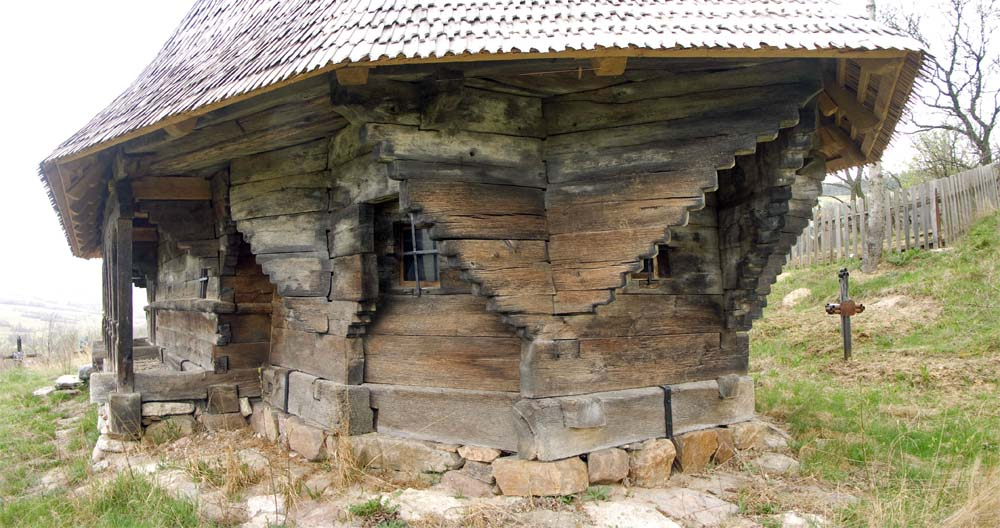
A templom külső szerkezeti megoldása

1548-ban Bánfi Zsófia itteni birtokrészeinek megosztása tárgyában Sarmasági András és Valkói Miklósné Csire Petronella folytatott pert Báthori Szaniszlófi András, Kristóf és István ellen.
A birtokot a Bánffy család férfi örökösei kapták.
1684-ben folytatott per iratai szerint Tusza, más néven Avas nevű erdő birtoka a Báthori-család kihalta után a Bánffy családot illeti.
A Bánffyak, Báthoryak birtoklása után  a település Rákóczi birtok lett, majd a kincstáré, amely Cserei Farkas udvari tanácsosnak adta.
1808-as összeíráskor birtokosai voltak: a Boros, gróf Teleki, Lakatos és báró Bánffy családok.
1847-ben 247 lakosa volt, melyből 4 római katolikus, 243 görögkatolikus volt.
1890-ben 496 lakosa volt, melyből magyar 8, oláh 486, egyéb nyelvű 2, ebből görögkatolikus 475, görögkeleti 13, izraelita 8, a házak száma 98. 
Tuszatelke lakosai mészégetéssel foglalkoztak. Erdeje a Ponor volt. Innen a Ponorból került ki Szilágy megye legnagyobb, s legnagyobb mennyiségű mészanyaga. E meszet a lakosság Szatmáron túl is szállította.

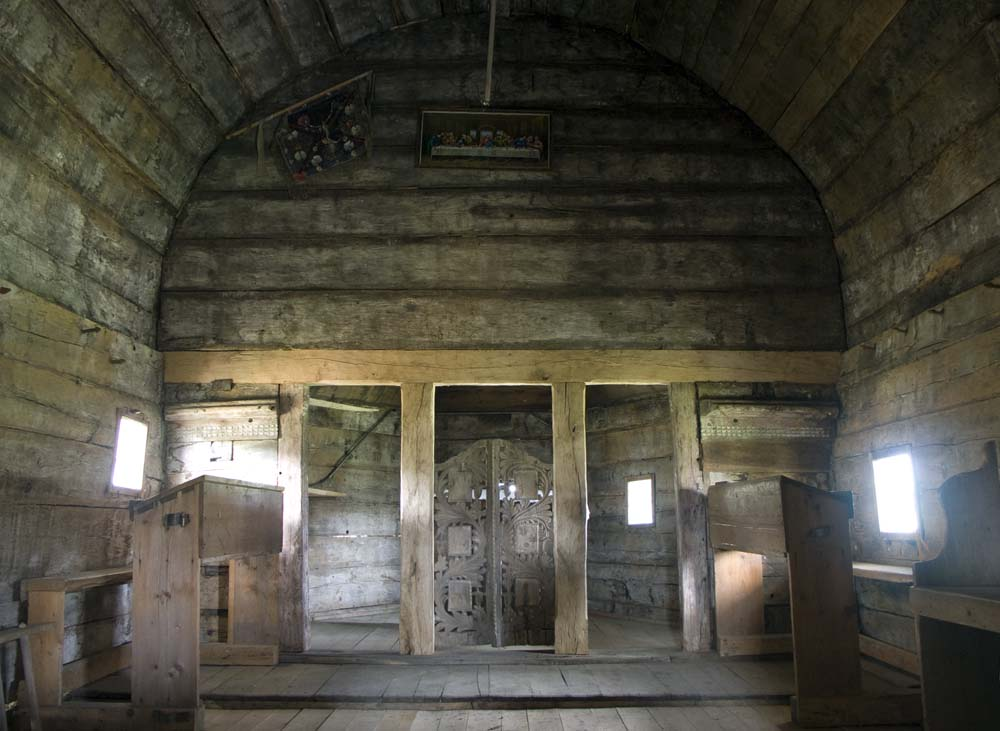
Templombelső

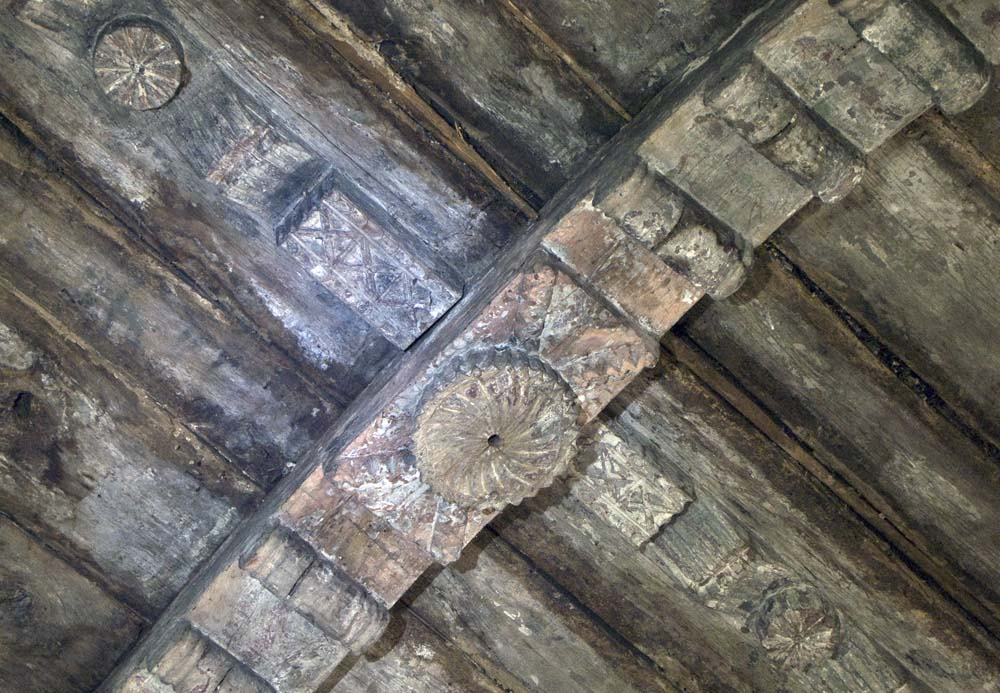
A templomboltozat díszes gerendái

A Ponor erdejében volt az Izbuc (lüktetés) nevű forrás, körülbelül 10 "öl" magasságú zuhataggal, melynek vize itt a község határánál egyesült Tusza-patakával.
A település a trianoni békeszerződés előtt Szilágy vármegye Krasznai járásához tartozott.

## Nevezetességek

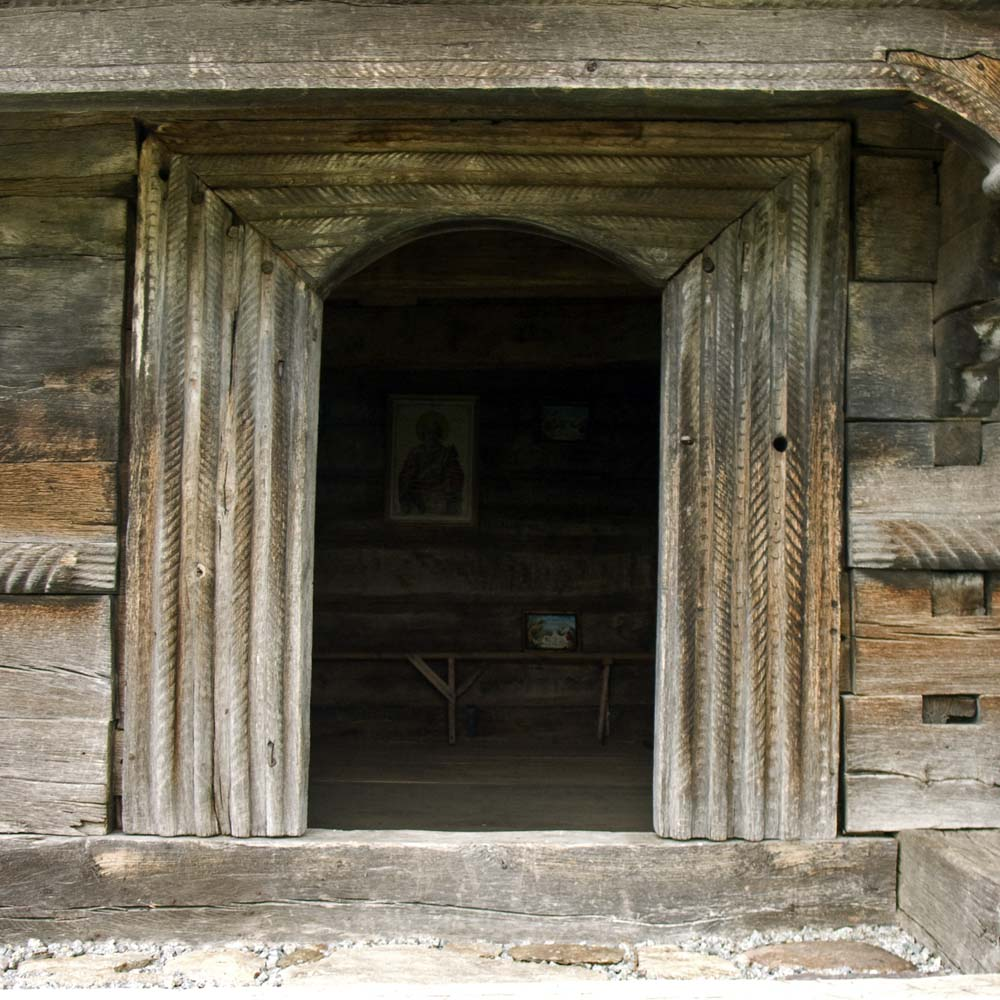
Tuszatelke fatemplomának díszített bejárata

- Görögkatolikus fatemploma.